# Das Paradies der Damen

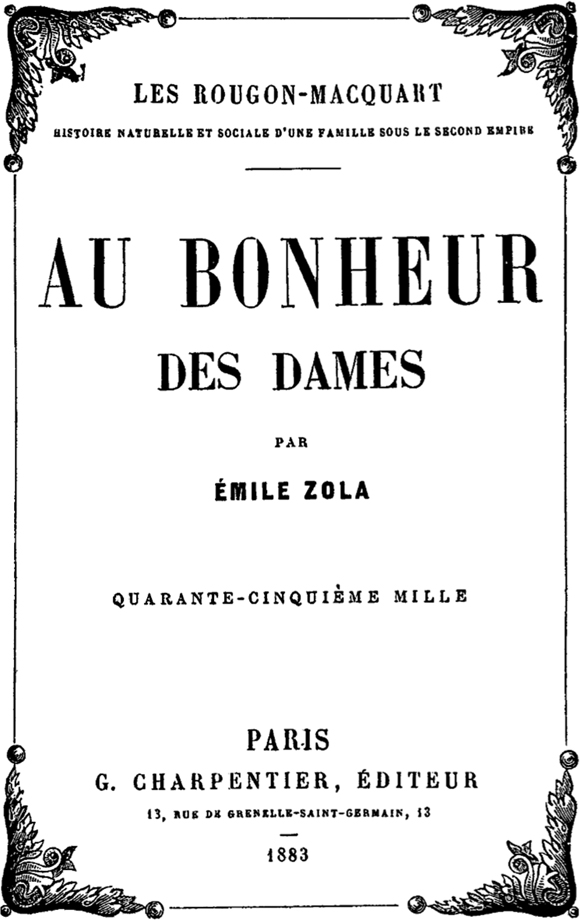
Au Bonheur des Dames

Das Paradies der Damen (im Original: Au Bonheur des Dames) vom französischen Autor Émile Zola erschien 1884 als elfter Roman des zwanzigbändigen Romanzyklus Die Rougon-Macquart – Natur- und Sozialgeschichte einer Familie unter dem zweiten Kaiserreich.

## Beschreibung

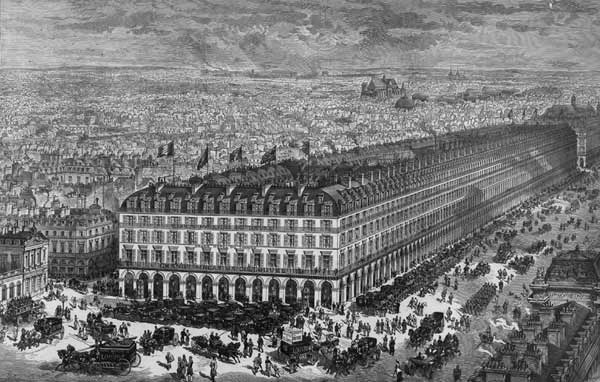
Les Grands Magasins du Louvre, eines der Vorbilder für das Paradies der Damen (1877)

Zola begann am 28. Mai 1882 mit der Niederschrift und beendete sie am 25. Januar 1883. "Kurz danach erschien das Buch bei Charpentier in 60.000 Exemplaren nach dem üblichen, diesmal nicht sehr erfolgreichen Feuilletonvorabdruck im Gil Blas, der vom 17. Dezember 1882 bis zum 1. März 1883 erfolgte."
Anhand der Geschichte der Protagonistin Denise, einer Verkäuferin, die aus der Provinz nach Paris kommt und im Paradies der Damen eine Anstellung findet, wird das Wachstum und die Struktur dieses Kaufhauses und gleichzeitig der Niedergang des kleingewerblichen Einzelhandels eines kompletten Pariser Stadtviertels beschrieben. Die im Roman auftauchenden Figuren sind aktiv oder passiv mit dem expandierenden Kaufhaus verbunden – als Mitarbeiter, Käufer oder anliegender Einzelhändler. Besonderes Augenmerk findet neben der Verkäuferin Denise der Inhaber des Kaufhauses, Octave Mouret, und dessen Leben in der feinen Pariser Gesellschaft sowie seine Geschäftspraktiken. Vorbild für diese Romanfigur waren der Unternehmer Auguste Hériot, der das Pariser Kaufhaus Grands Magasins du Louvre begründete, sowie Aristide Boucicaut, der Gründer des Le Bon Marché.
Um den Kampf des kleinen Einzelhändlers gegen das aufkommende Großwarenhaus darzustellen, betrieb Zola gewohntermaßen umfangreiche betriebswirtschaftliche und soziologische Studien; er interviewte Geschäftsführer, Abteilungsleiter und Verkäuferinnen der genannten Warenhäuser. Sein fiktives Riesenwarenhaus sollte ein ideales Beispiel darstellen, deshalb nahm er sich bei dessen Beschreibung die Verwaltung des Unternehmens Le Bon Marché zum Vorbild, während ihm das Kaufhaus Grands Magasins du Louvre zwar schlechter organisiert, in der Warenpräsentation aber überlegen erschien.
Das Manuskript von Zolas 380 Seiten starker Dokumentation wird in der Pariser Nationalbibliothek aufbewahrt und steht als Download oder transkribiert in den „Carnets d'enquêtes“ von Henri Mitterand zur Verfügung. Sie beschreibt bereits moderne Marketingstrategien wie zum Beispiel den Einsatz von Lockartikeln, die zum Einstandspreis verkauft werden, und das Verteilen von Firmenluftballons an Kinder, die somit zu Reklameträgern gemacht werden.
Dem Autor gelingt es, schon durch die Beschreibung der Fassade des Kaufhauses beim Leser die Neugier auf das Innere zu wecken. Zola eröffnet Einblicke in die Lebensverhältnisse der Kaufhausangestellten seiner Zeit und legt dar, wie die Kunden bzw. hauptsächlich Kundinnen zum Kaufen verführt werden.
Der Schriftsteller zeichnet in seinem Roman einerseits ein naturalistisches Bild der Gepflogenheiten und Arbeitsverhältnisse der Mittelschicht im Frankreich des ausgehenden 19. Jahrhunderts. Andererseits baut er fantastische Elemente ein, so wird die Mode als Vampir metaphorisiert, der die Kundinnen lockt und verführt.
Im Hinblick auf die Rolle der Frau ist der Roman modern. Einerseits erscheint das Kaufhaus als Ort, wo Kundinnen ihren Fantasien und Impulsen nachgehen können, andererseits bietet das Kaufhaus für die Angestellten die Möglichkeit der finanziellen Unabhängigkeit.

## Ausgaben

### Französisch
- Vorabdruck: Au bonheur des dames. In: Gil Blas, 17. Dezember 1882 bis 1. März 1883, 75 Fortsetzungen, (online)
- Erstausgabe: Au bonheur des dames. Paris : G. Charpentier, 1883, (online)
- Illustrierte Werkausgabe: Oeuvres complètes illustrées de Émile Zola ; 1-20. Les Rougon-Macquart : histoire naturelle et sociale d’une famille sous le Second Empire. Au bonheur des dames. Paris : Eugène Fasqueller, 1906, (online).

### Deutsch
- Émile Zola: Zum Paradies der Damen. Übersetzt von C. von Carlowitz. Dresden, Sturm, 1899.
- Émile Zola. Paradies der Damen. Übersetzt von Hilda Westphal. Berlin, Rütten und Loening, 1983.
- Émile Zola: Das Paradies der Damen. Übersetzt von Hilda Westphal. Nachwort Gertrud Lehnert. Fischer TB, Frankfurt 2004, ISBN 3-596-16155-X.

### Vorarbeiten
Zolas Notizen über seine Recherchen für Das Paradies der Damen sind im Manuskript und als Druckausgabe zugänglich.
- Manuskript: Émile Zola: Œuvres. Manuscrits et dossiers préparatoires. Les Rougon-Macquart. Au Bonheur des dames. Dossier préparatoire. Deuxième volume. Paris 1881, (online)
- Druckausgabe französisch: Calicots (Au Bonheur des Dames). In: Émile Zola; Henri Mitterand (Hrsg.): Carnets d’enquêtes : une ethnographie inédite de la France. Textes établis et présentés par Henri Mitterand.  Plon, Paris 1987, S. 145–233.
- Druckausgabe deutsch: Kattune. Zola in den großen Kaufhäusern. In: Émile Zola; Henri Mitterand (Hrsg.):  Frankreich : Mosaik einer Gesellschaft; unveröffentlichte Skizzen und Studien. Aus dem Französischen von Brigitte Pätzold. Wien 1990, S. 137–212.

## Verfilmungen
- Zum Paradies der Damen Spielfilm , Deutschland, 1922,  Regie: Lupu Pick
- Das Paradies der Damen. (OT: Au bonheur des dames.) Spielfilm, Frankreich, 1930, 89 Min., Regie: Julien Duvivier u. a. mit Dita Parlo als Denise und Pierre de Guingand als Octave Mouret
- Au Bonheur des Dames Spielfilm, Frankreich, 1943, 88 Min., Regie: André Cayatte
- The Paradise (Verlegt die Handlung nach Nordengland.) 8-teilige BBC-Produktion, 2011. Mit Joanna Vanderham als Denise Lovett, Emun Elliott als John Moray